# Zimnolecznictwo
Zimnolecznictwo (leczenie zimnem, kriolecznictwo) – jedna z najstarszych metod fizykoterapii. Polega na stosowaniu materiałów lub substancji w celu odprowadzenia ciepła z ciała i uzyskaniu miejscowego lub ogólnoustrojowego efektu terapeutycznego.

## Reakcja organizmu na zimno
Wpływ zimna na organizm składa się z dwóch faz:
I faza następuje: zwężenie naczyń skóry; zmniejszenie ukrwienia skóry (bladość, ochłodzenie skóry), powolne obniżanie temperatury skóry, mięśni, stawów; zmniejszenie tempa przemiany materii miejscowej i zwiększenie w części rdzennej; zmniejszenie przewodnictwa nerwowego; podwyższenie progu bólowego; spowolnienie uwalniania mediatorów bólu i zapalenia; zwiększenie napięcia mięśni szkieletowych; zwiększenie napięcia ścian naczyń; zwiększenie czynności nadnerczy; wzrost ciśnienia tętniczego i żylnego krwi.
II faza obejmuje: rozszerzenie naczyń skóry; zwiększenie ukrwienia skóry (ocieplenie skóry); powolny wzrost temperatury uprzednio ochłodzonych tkanek; zwiększenie tempa przemiany materii w części rdzennej; zmniejszenie napięcia mięśni szkieletowych; zmniejszenie napięcia ścian naczyń; spadek ciśnienia tętniczego i żylnego krwi.

## Historia zimnolecznictwa
- 2500 r. p.n.e. w Egipcie moczenie w zimnej wodzie wykorzystywane było do celów leczniczych[2]
- 377 r. p.n.e. Hipokrates opisuje działanie zimna wraz ze wskazaniami i przeciwwskazaniami do jego stosowania. Zalecał hipotermię w celu zmniejszenia obrzęków, krwawień oraz bólu
- I wiek n.e. Aulus Cornelius Celsus pisał, że nawet niewielka dawka „zimna” może spowodować brak czucia w danej kończynie, zaś dłuższy okres utrzymywania ciała pacjenta w niskiej temperaturze może skutkować martwicą skóry[3]
- XVI wiek nadworny lekarz Króla Zygmunta Augusta Józef Struś propagował zimnolecznictwo[2]
- 1578 r. doktor Wojciech Oczko w traktacie „Cieplice” zawarł przepisy kąpielowe oraz wskazania i przeciwwskazania do ich stosowania[2]
- podczas kampanii zimowej w Rosji napoleoński chirurg Baron Dominique Jean Larrey stosował z powodzeniem lecznicze zimno w postaci okładów z lodu i śniegu w celu minimalizacji cierpienia i krwawienia, podczas amputacji kończyn u rannych żołnierzy
- 1845 r. J. Arnott stosował zimnoterapie w przypadku neuralgii, reumatyzmu oraz bólu w przebiegu choroby nowotworowej
- 1877 r. uznaje się za początek nowej dziedziny nauki kriogeniki, kiedy to niezalanie od siebie Louis-Paul Cailletet we Francji i Raoul-Pierre Pictet w Szwajcarii uzyskują na krótko temperaturę ok. –203 °C i obserwują przez kilka sekund pary tlenu w postaci przelotnej mgły[4]
- 1907 r. Whitehouse konstruuje tzw. krioaplikator wykorzystywany do niszczenia powierzchniowych zmian nowotworowych i leczenia zmian dermatologicznych
- lata 70 XX wieku powstaje koncepcja krioterapii[5]
- 1978 r. w Japonii prof. Toshiro Yamauchi wraz z zespołem uruchamia pierwszą na świecie komorę kriogeniczną wykorzystywaną do leczenia pacjentów z reumatoidalnym zapaleniem stawów[5]

- 1985 r. pierwsza polskie próba z komorą kriogeniczną[5]
- 1989 r. w INTiBS PAN we Wrocławiu powstaje pierwsza polska komora kriogeniczna (była to 2. w Europie, 3. na świecie komora kriogeniczna)[3]

## Efekty zdrowotne zimnolecznictwa
Zimno może wpływać na niszczenie tkanek zmienionych patologicznie, jak i pobudzać organizm do autonaprawy. Końcowy efekt zastosowania zimna uzależniony jest od zakresu zastosowanych temperatur, szybkości ochładzania tkanek, czasu oddziaływania zimna, indywidualnej wrażliwości organizmu na zimno.
- przyspieszona rehabilitacja
- szybsza odnowa biologiczna po treningu
- większa odporność organizmu
- korzystnie wpływa na stan psychiczny, poprawia nastrój, zwiększa odporność na stres
- poprawia wygląd skóry, zapobiega cellulitowi przez poprawę mikrokrążenia w skórze
- poprawia metabolizm
- zwiększa wydolność układu sercowo-naczyniowego
- u kobiet wpływa na obniżenie otyłości[2]

## Przeciwwskazania do leczenia zimnem

### Przeciwwskazania bezwzględne
- nadwrażliwość na zimno objaw Raynauda

- niewydolność układu krążenia i oddechowego[2]
- choroby serca i układu krążenia (silna zmniejszona reaktywność naczyń) przebyty lub zagrożenie zawałem serca, mózgu[2], ciężkie przypadki dusznicy bolesnej spontanicznej[2], przecieki żylno-tętnicze w płucach[2], wady aparatu zastawkowego[2], zaburzenia rytmu serca[2], zagrożenia zatorami oraz zakrzepami w układzie żylnym[2]
- ostre choroby infekcyjne[2], oraz niewyjaśnione stany gorączkowe[2], zaawansowane zmiany miażdżycowe[2]
- uszkodzenia skóry: otwarte rany[2], owrzodzenia[2], odmroziny[3]
- stany znacznego wyniszczenia i osłabienia organizmu[2]
- choroby nowotworowe[3]
- zaawansowane ropno-zgorzelinowe zmiany kończyn
- stany gorączkowe w gruźlicy, grypie czy zapalaniu płuc
- niedokrwistość
- zaburzenia czucia
- zespół Sudecke
- zapalenie pęcherza moczowego i miedniczek nerkowych
- padaczka[2]
- ciąża[2]
- niedoczynność tarczycy[2]
- stosowanie neuroleptyków[2]
- stosowanie alkoholu przed lub w trakcie ekspozycji na zimno

### Przeciwwskazania względne
- przebyte zakrzepy żylne i zatory tętnic obwodowych
- chwiejność emocjonalna objawiająca się m.in. nadmierną potliwością[3]
- wiek powyżej 65 lat

## Metody leczenia
- zimnem kąpiele zanurzeniowe w zimnej wodzie o różnej temperaturze, morsowanie
- polewanie zimną wodą
- okłady z zimnej wody
- okłady woreczkami z lodem
- okłady z topniejącego śniegu, kąpiele w śniegu
- okłady woreczkami wypełnianymi żelami chłodzącymi
- stosowanie sprayów chodzących
- stosowanie mankietów krioterapeutycznych
- kriostymulacja miejscowa – schłodzeni miejscowe parami o temperaturze –100 °C
- kriostymulacja ogólna – schładzanie całego ciała w komorach o temperaturze niższej niż –100 °C

## Rodzaje zimna (zimnoterapia)
1. zimno mokre ok. 0 °C
  - kąpiel w wodzie z lodem
  - masaż kostką lodu
2. zimno wilgotne do ok. -15 do –35 °C
  - nadmuchy zimnym powietrza (-20 do –30 °C)
3. zimno suche poniżej -60
  - nadmuchy parami azotu (-100 do –180 °C)
  - nadmuchy parami CO2 (ok. –80 °C)
  - kriokomora

## Wskazania do stosowania zimna w zabiegach miejscowych
- choroby narządu ruchu stłuczenia, krwiaki, urazy tkanek miękkich do 4–5 dni po urazie, świeże oparzenia[3][2], ostre zapalenie ścięgien, torebek stawowych i mięśni[3]; przykurcze stawowe pourazowe
- choroby zwyrodnieniowe i reumatyczne ostre zapalenie stawów niezależne od przyczyn, napady dny moczanowej, blokady stawów w połączeniu z mobilizacją, dyskopatia[3]
- choroby układu krążenia częstoskurcz napadowy, początek okresu zakrzepowego zapalenia żył, hemoroidy
- choroby układu nerwowego bóle głowy pochodzenia naczyniowego, rwa kulszowa
- choroby dermatologiczne łuszczyca[3], włókniaki[3], brodawki[3], zakażenia wirusowe[3]
- choroby przemiany materii: nadwaga i otyłość[2][3]
- także obrzęk limfatyczny, zapobieganie odleżynom, oparzenia, ostry ból zęba, zabiegi chirurgiczne w obrębie jamy ustnej oraz szczęki dolnej i żuchwy